# اچ‌ام‌اس اسپارتان (اس۱۰۵)
اچ‌ام‌اس اسپارتان (اس۱۰۵) (به انگلیسی: HMS Spartan (S105)) یک زیردریایی بود که طول آن ۸۲٫۹ متر (۲۷۲ فوت ۰ اینچ) بود. این زیردریایی در سال ۱۹۷۸ ساخته شد.